# 徐安
徐安（1952年—），江苏丰县人。汉族。加入中国共产党。吉林大学中文系汉语言文学专业毕业。
曾任江苏省人民检察院检察长。2016年1月，卸任江苏省人民检察院检察长职务。
2008年，当选第十一届全国人民代表大会江苏地区代表。2013年，当选第十二届全国人民代表大会江苏地区代表。